# Ghiacciaio Twombley
Il ghiacciaio Twombley è un ghiacciaio lungo circa 11 km situato nella regione meridionale della Terra di Oates, nell'Antartide orientale. Il ghiacciaio, il cui punto più alto si trova a circa 1600 m s.l.m., si trova sulla costa di Shackleton e ha origine dal versante nord-occidentale dell'altopiano di Kent, nell'estremità settentrionale dei monti Churchill, da cui fluisce verso nord fino a unire il proprio flusso a quello del ghiacciaio Byrd.

## Storia
Il ghiacciaio Twombley è stato mappato da membri dello United States Geological Survey (USGS) grazie a fotografie aeree scattate dalla marina militare statunitense (USN) nel periodo 1960-62, e così battezzato dal Comitato consultivo dei nomi antartici in onore di C. E. Twombley, del agenzia statunitense per il servizio meteorologico, di stanza alla base Little America V nella stagione invernale del 1956.